# Glukokortikoidreceptor
Glukokortikoidreceptor (GR eller GCR), även känd som NR3C1 (kärnreceptorunderfamilj 3, grupp C, medlem 1), är den receptor som kortisol och andra glukokortikoider binder till.
GR uttrycks i nästan varje cell i kroppen och reglerar gener som styr utvecklingen, ämnesomsättningen och immunförsvaret. Eftersom receptorgenen uttrycks i flera former har den många olika (pleiotropa) effekter i olika delar av kroppen.
När glukokortikoider binder till GR är dess primära verkningsmekanism regleringen av gentranskription. Den obundna receptorn finns i cellens cytosol. Efter att receptorn binds till en glukokortikoid kan receptor-glukokortikoidkomplexet ta någon av två vägar. Det aktiverade GR-komplexet uppreglerar uttrycket av antiinflammatoriska proteiner i kärnan eller undertrycker uttrycket av pro-inflammatoriska proteiner i cytosolen (genom att förhindra translokation av andra transkriptionsfaktorer från cytosolen till kärnan).
Hos människor kodas GR-proteinet av NR3C1-genen som finns på kromosom 5 (5q31).